# Palliduphantes arenicola
Palliduphantes arenicola är en spindelart som först beskrevs av Denis 1964.  Palliduphantes arenicola ingår i släktet Palliduphantes och familjen täckvävarspindlar. Inga underarter finns listade i Catalogue of Life.